# Gyékényhópinty
A gyékényhópinty (Leucosticte brandti) a madarak osztályának verébalakúak (Passeriformes) rendjébe a pintyfélék (Fringillidae) családjába és a kúpcsőrűek (Carduelinae) alcsaládjába tartozó faj.

## Rendszerezése
A fajt Charles Lucien Jules Laurent Bonaparte francia ornitológus írta le 1851-ben.

## Alfajai
- Leucosticte brandti margaritacea (Madarász, 1904) - Kazahsztán északkeleti része, Szibéria déli része és északnyugat-Kína
- Leucosticte brandti brandti (Bonaparte, 1850) - Kirgizisztán, Kazahsztán délkeleti része, északnyugat-Afganisztán és nyugat-Kína
- Leucosticte brandti pamirensis (Severtsov, 1883) - Tádzsikisztán, északkelet-Afganisztán és nyugat-Kína déli része
- Leucosticte brandti haematopygia (Gould, 1851) - Pakisztán északi része, észak-India és nyugat-Tibet
- Leucosticte brandti pallidior (Bianchi, 1908) - Közép-Kína nyugati része
- Leucosticte brandti intermedia (Stegmann, 1932) - Közép-Kína
- Leucosticte brandti audreyana (Stresemann, 1939) - Tibet déli része, Bhután, Nepál
- Leucosticte brandti walteri (Hartert, 1904) - Tibet keleti része  [2]

## Előfordulása
Afganisztán, Bhután, India, Kazahsztán, Kirgizisztán, Kína, Nepál, Pakisztán, Oroszország, Tádzsikisztán, Türkmenisztán és Üzbegisztán területén honos.
Természetes élőhelyei a mérsékelt övi gyepek, sziklás környezetben, lápok, mocsarak, folyók és patakok környékén. Vonuló faj.

## Megjelenése
Testhosszúsága 19 centiméter, testtömege 26-31 gramm.
|  |

## Természetvédelmi helyzete
Az elterjedési területe rendkívül nagy, egyedszáma pedig stabil. A Természetvédelmi Világszövetség Vörös listáján nem fenyegetett fajként szerepel.